# Pogonophryne immaculata
Pogonophryne immaculata är en fiskart som beskrevs av Eakin, 1981. Pogonophryne immaculata ingår i släktet Pogonophryne och familjen Artedidraconidae. Inga underarter finns listade i Catalogue of Life.